# Entomophobia kinabaluensis
Entomophobia kinabaluensis là một loài thực vật có hoa trong họ Lan. Loài này được (Ames) de Vogel mô tả khoa học đầu tiên năm 1984. Tên gọi "kinabaluensis" có nguồn gốc từ núi Kinabalu ở Sabah.